# São Miguel (municipalité du Cap-Vert)
Pour les articles homonymes, voir São Miguel.

La municipalité de São Miguel est une municipalité (concelho) du Cap-Vert, située au nord-est de l'île de Santiago, dans les îles de Sotavento. Son siège se trouve à Calheta de São Miguel.

## Population
Lors du recensement de 2010, la municipalité comptait 15 648 habitants.

## Histoire
Elle a été créée en 1996, par détachement de la municipalité de Tarrafal.

## Personnalités notoire
- Nácia Gomes, chanteuse capverdienne, y est née.